# Salia fulvipivta
Salia fulvipivta är en fjärilsart som beskrevs av George Francis Hampson. Salia fulvipivta ingår i släktet Salia och familjen nattflyn. Inga underarter finns listade.